# Margaret Maughan
Pour les articles homonymes, voir Maughan.
Margaret Maughan, née le 19 juin 1928 à Preston dans le Lancashire et morte le 20 mai 2020 à Watford, dans l'Hertfordshire,, est une sportive handisport britannique.

## Biographie
Margaret Maughan naît à Preston en 1928, troisième enfant de Charles Maughan et de son épouse Margaret Bonney. Elle passe son enfance à Much Hoole où elle fait ses études secondaires. Elle s'inscrit en 1945 au Edinburgh College of Domestic Science et enseigne à la Jamaïque puis en 1958, au Nyasaland. Elle perd l'usage de ses jambes lors d'un accident de voiture au Nyassaland.
Elle a remporté la première médaille d'or aux Jeux paralympiques de son pays en 1960 en tir à l'arc. 
Elle a allumé la flamme des Jeux paralympiques d'été de 2012.
Elle meurt à 91 ans à l'hôpital de Watford le 19 mai 2020.

## Palmarès
Margaret Maughan a participé à cinq Jeux paralympiques :
- aux Jeux paralympiques d'été de 1960, elle est médaillée d'or en tir à l'arc et en 50 mètres dos (natation)
- aux Jeux paralympiques d'été de 1968, elle concourt aux épreuves de tir à l'arc sans obtenir de médaille
- aux Jeux paralympiques d'été de 1972, elle est médaillée d'or de double féminin en dartchery (en) et dispute aussi les épreuves de tir à l'arc
- aux Jeux paralympiques d'été de 1976, elle est médaillée d'argent de double féminin en dartchery et médaillée d'argent de double féminin en boulingrin ; elle dispute aussi des épreuves de tir à l'arc
- aux Jeux paralympiques d'été de 1980, elle est médaillée d'or de double féminin en boulingrin.